# Медаль Ґарета Джонса
Медаль Ґарета Джонса — недержавна відзнака, започаткована для гідного вшанування та нагородження журналістів, видавців, науковців, меценатів за вагомий внесок у дослідження українських Голодоморів, високу професійну майстерність, сприяння відновленню історичної правди про трагічні сторінки минулого України. Місія журналіста — доносити цю правду до свого читача. Це головна мета і стандарт журналістики. Таким журналістом був Ґарет Джонс, британець валлійського походження, який у 1930-ті роки розповів світові правду про те, що відбувалося в Україні, коли інформація про це замовчувалася не лише в комуністичних країнах, але й на Заході. Тому гаслом нагороди ім. Гарета Джонса є «Правда і Честь». На погляд ініціаторів нагороди, саме таким критеріям відповідає діяльність ряду науковців, дослідників тих трагічних сторінок історії, відзначених нагородою.
Рішення про вибір кандидатур виносить вчена рада Інституту журналістики КНУ імені Тараса Шевченка, членами якої є відомі журналісти та науковці.
Згідно з рішенням ученої ради від 17 вересня 2019, першими лавреатами відзнаки стали:
- Лариса Івшина — головна редакторка газети «День» за публікацій та видання про Голодомор;
- Василь Марочко — професор Інституту історії України, головний науковий співробітник Інституту дослідження Голодомору за дослідження «Енциклопедія Голодомору»;
- Мирослава Прихода — доцент кафедри видавничої справи та редагування Навчально-наукового інституту журналістики за видавничий проєкт «Журналіст Ґарет Джонс»;
- Володимир Сергійчук — журналіст, професор, завідувач кафедри історії світового українства КНУ імені Т. Шевченка за численні наукові дослідження Голодоморів в Україні[2][3].

У 2020 році нагороджені:
- Марина Женченко, видавниця, редакторка, професор кафедри видавничої справи та редагування Навчально-наукового інституту журналістики КНУ імені Тараса Шевченка за підготовку до друку книжкового видання «Ґарет Джонс. Ціна правди»;
- Юрій Бондар, журналіст і викладач;
- Андреа Халупа, американська журналістка і сценаристка фільму про Ґарета Джонса «Ціна правди»;
- Джеймс Мейс, американсько-український дослідник Голодомору (посмертно).

У 2021 році медаль отримали:
- Олеся Стасюк, генеральна директор Національного музею Голодомору-геноциду;
- Леонід Мужук, журналіст, автор документальних фільмів про Голодомори в Україні;
- Віктор Набруско, журналіст, ініціатор медійних заходів та радіопередач про Голодомор[4].

Викладачі і науковці Інституту журналістики КНУ імені Т. Шевченка причетні й до іншої ініціативи, дотичної до постаті валлійського журналіста, а саме до видання книжки «Ґарет Джонс. Ціна правди» у видавництві «Жнець». До видання увійшли вибрані статті та біографія журналіста Ґарета Джонса українською та англійською мовами.